# Saint-Martin-des-Lais
 Saint-Martin-des-Lais  es una población y comuna francesa, situada en la región de Auvernia, departamento de Allier, en el distrito de Moulins y cantón de Chevagnes.

## Demografía
| 229 | 226 | 222 | 189 | 174 | 142 |
| Para los censos de 1962 a 1999 la población legal corresponde a la población sin duplicidades (Fuente: INSEE [Consultar]) |     |     |     |     |     |